# Les aventures secretes de Tom Thumb
Les aventures secretes de Tom Thumb (títol original en anglès The Secret Adventures of Tom Thumb) és una pel·lícula independent britànica del 1993 en stop-motion/pixilació d’animació per a adults de ciència-ficció distòpica d’aventures de terror dirigida, escrita, rodada i editada per Dave Borthwick, produïda per bolexbrothers i finançada per Richard Hutchinson, BBC, La Sept i Manga Entertainment, que també van distribuir la pel·lícula en vídeo. Ha estat doblada al català.
La història segueix el petit Tom Thumb mentre és segrestat dels seus amorosos pares i portat a un laboratori experimental, i la seva fugida posterior. Descobreix una comunitat de persones de mida similar que viuen en un pantà, que l'ajuden en el seu viatge per tornar amb els seus pares. La pel·lícula està en gran part lliure de diàlegs, limitada principalment a grunyits i altres vocalitzacions no verbals.

## Trama
Dins d'una fàbrica d'inseminació artificial, una vespa mecànica que ronda l'establiment és aixafada fins a la mort pels engranatges de la maquinària, fent que els seus elements vitals caiguin en un dels pots de la cinta transportadora. Això fa que una dona doni a llum un nen semblant a un fetus de la mida d'un polze a casa d'ella i del seu marit en un poble urbà lúgubre i pobre. A l'exterior, un home amb un vestit negre és testimoni de tota l'escena i va a un carreró per trobar-se amb Pa Thumb, que agafa una casa de nines en forma de caixa de ventríloc per fer l'habitació del seu fill. L'home simplement li somriu, però se'n va quan el maniquí del ventríloc l'espanta a l'aparador d'una botiga de joguines.
Pa i Ma Thumb decideixen anomenar el seu fill petit "Tom", però el seu temps amb ell és de curta durada. Aviat és segrestat i portat a un laboratori per ser estudiat i experimentat. Després d'haver dissenyat una fugida amb l'ajuda d'un dels altres captius del laboratori, Tom es troba en una ciutat poblada per gent de la seva mida. Allà coneix en Jack, un jove guerrer que odia la gent més gran, a qui ell i els altres anomenen gegants. No obstant això, Tom convenç a Jack perquè l'ajudi a intentar trobar el seu pare.

## Producció
Les aventures secretes de Tom Thumb es va fer utilitzant una combinació d'animació stop-motion i pixilació (actors en directe posaven i filmaven fotograma per fotograma), sovint amb actors i titelles en directe compartint el fotograma. Originalment es va encarregar com un curt de 10 minuts per a la programació de Nadal de BBC2, però va ser rebutjat per ser massa fosc per a la temporada festiva. La versió curta, tanmateix, va obtenir l'aclamació de la crítica a través de projeccions en festivals d'animació, i la BBC va encarregar una versió de llargmetratge un any després.

## Premis
- 1993 - XXVI Festival Internacional de Cinema Fantàstic de Sitges – Millor director[3]
- 1993 - Cinanima Espinho Portugal – Millor pel·lícula
- 1994 - Fantasporto - Premi Internacional de Cinema Fantastic - Millor director
- 1994 - Fantasporto - Premi de la Crítica - Menció Especial
- 1994 - Houston Worldfest - Premi Especial d'Or del Jurat - Llargmetratge
- 1994 - Festival Internacional de Cinema de San Francisco - Millor animació
- 1994 - Worldfest Charleston - Premi Especial d'Or del Jurat - Llargmetratge
- 1994 - Video Home Entertainment - Premi a l'Excel·lència
- 1995 - Evening Standard British Film Award - Millor èxit tècnic/artístic
- 1995 - Festival Internacional de Cinema Fantàstic de Yubari - Premi Especial del Jurat - Llargmetratge
- 1995 - Atlanta Film and Video Festival - Millor pel·lícula d'animació
- 1995 - Mediawave - Gran Premi
- 1995 - Mediawave - Premi del Públic
- 1996 - Európai Animációs Játékfilm Fesztivál - 1r Premi[4]